# Rikard Nordraak (film)
Rikard Nordraak är en norsk svartvit dramafilm från 1945 i regi av Alf Scott-Hansen. Filmen skildrar den norske kompositören Rikard Nordraak och i titelrollen ses Georg Løkkeberg.

## Rollista
- Georg Løkkeberg – Rikard Nordraak
- Axel Thue – Bjørnstjerne Bjørnson
- Jørn Ording – Edvard Grieg
- Helen Brinchmann – Erika Lie
- Henrik Børseth – Rikard Nordraaks far
- Wenche Foss – Louise Lund
- Ingolf Rogde – Edmund Neupert
- Siri Rom – Marie Lund